# H-묵음화
H-묵음화는 무성 성문 마찰음 또는 유성 성문 마찰음이 사라지는 현상을 말한다.
이 현상은 영어의 많은 방언에서 흔히 볼 수 있으며, 순전히 역사적 발전 또는 방언 간의 현대적 차이로 특정 다른 언어에서도 발견된다. 영국의 대부분 지역과 일부 다른 영어권 국가에서 흔하고 언어적으로 중립적인 진화를 말하지만 H-묵음화는 종종 부주의하거나 교육을 받지 못한 언어의 표시로 낙인 찍힌다.
역현상인 H-동화(H-insertion 또는 H-adding)는 특정 상황에서 발견되며, 때로는 H-묵음화 화자에 의한 이음 또는 과잉수정으로, 때로는 철자 발음 또는 인식된 어원적 정확성에서 벗어난다.